# Baixa Cerdanya
La Baixa Cerdanya (che in catalano significa "Bassa Cerdanya"; in spagnolo Baja Cerdaña) è una delle 41 comarche della Catalogna, con una popolazione di 16.862 abitanti; suo capoluogo è Puigcerdà.
Si tratta della parte meridionale della regione storica della Cerdanya, rimasta divisa tra Spagna e Francia per effetto del Trattato dei Pirenei (1659). Pur essendo ufficialmente denominata semplicemente "Cerdanya", la comarca è generalmente nota col nome di Baixa Cerdanya per distinguerla dalla contigua Alta Cerdanya, che si trova nel dipartimento francese dei Pirenei Orientali.
Amministrativamente è divisa a metà tra la provincia di Lleida e la provincia di Girona; a quest'ultima appartengono il capoluogo e l'exclave di Llívia.

## Lista dei comuni della Baixa Cerdanya
| Municipi              | superficie | popolazione | densità        |
| --------------------- | ---------- | ----------- | -------------- |
| Alp                   | 44,19 km²  | 1.389 ab.   | 31,43 ab./km²  |
| Bellver de Cerdanya   | 98,14 km²  | 1.809 ab.   | 18,43 ab./km²  |
| Bolvir                | 10,34 km²  | 287 ab.     | 27,76 ab./km²  |
| Das                   | 14,90 km²  | 171 ab.     | 11,48 ab./km²  |
| Fontanals de Cerdanya | 28,65 km²  | 436 ab.     | 15,22 ab./km²  |
| Ger                   | 33,39 km²  | 433 ab.     | 12,97 ab./km²  |
| Guils de Cerdanya     | 22,02 km²  | 392 ab.     | 17,80 ab./km²  |
| Isòvol                | 10,80 km²  | 231 ab.     | 21,39 ab./km²  |
| Lles de Cerdanya      | 102,80 km² | 237 ab.     | 2,31 ab./km²   |
| Llívia                | 12,93 km²  | 1.252 ab.   | 96,83 ab./km²  |
| Meranges              | 37,33 km²  | 88 ab.      | 2,36 ab./km²   |
| Montellà i Martinet   | 54,95 km²  | 541 ab.     | 9,85 ab./km²   |
| Prats i Sansor        | 6,23 km²   | 219 ab.     | 35,15 ab./km²  |
| Prullans              | 21,21 km²  | 231 ab.     | 10,89 ab./km²  |
| Puigcerdà             | 18,92 km²  | 8.845 ab.   | 467,49 ab./km² |
| Riu de Cerdanya       | 12,36 km²  | 96 ab.      | 7,77 ab./km²   |
| Urús                  | 17,41 km²  | 205 ab.     | 11,77 ab./km²  |